# Гум-Гам
«Гум-Гам» — радянський музичний телевізійний фільм 1985 року, екранізація виданої у 1970 році однойменної фантастичної повісті Євгена Велтистова про пригоди третьокласника Максима і його друга — інопланетянина Гум-Гама.

## Сюжет
Одного разу звичайний ленінградський школяр Максим гуляв зі своєю собакою-коллі на прізвисько Річ і познайомився з дивним хлопчиком на ім'я Гум-Гам, який виявився прибульцем з далекого космосу. Вони подружилися і обмінялися іграшками: Гум-Гам подарував земному хлопчикові драбину, за допомогою якої можливо літати, Максим же подарував прибульцю звичайного повітряного змія.
Гум-Гам показав Максиму свою «машину переміщень в просторі» — камінь подорожей — за допомогою якого можна полетіти, куди побажаєш. Прибулець відлітає назад на свою планету, керовану роботом на ім'я Автук, який дозволяє місцевому населенню, таким же хлопчикам і дівчаткам, як і сам Гум-Гам, проводити час тільки лише в іграх і розвагах. Подарований змій сподобався друзям Гум-Гама і став їх улюбленою іграшкою.
Тим часом, з нагоди від'їзду мами Максима в гастрольну поїздку, він залишається жити зі своїм татом «по-чоловічому». Після того, як батько і син пішли в кафе обідати, а воно виявилося закритим, Максим сказав «Р-раз!», прилетів Гум-Гам і зробив так, що Максим і всі його друзі опинилися в залі гральних автоматів.
Відтепер Гум-Гам завжди з'являвся на Землі і завжди був готовий допомогти новим друзям або влаштувати літо серед зими, або організувати подорож на кораблі по Чорному морю перед самим початком навчального року. Коли ж в школі почалися уроки, Гум-Гам зі своїми одноплемінниками з'явилися на нашій планеті, щоб побачитися з Максимом і його друзями. Космічні прибульці подарували їм так званий «лунад», за допомогою якого можна грати в усі ігри, які тільки можливі. Максиму ж Гум-Гам подарував той самий камінь подорожей, щоб той міг летіти туди, куди захоче.
Але земні школярі стали використовувати «лунад» зовсім не за призначенням, в школі вони шокували вчителів своїми абсолютно немислимими «знаннями». І незабаром все стало явним. Після цього хлопці вирішили покликати Гум-Гама, але той не відповів на заклик. Тоді Максим за допомогою каменю подорожей прилетів на рідну планету Гум-Гама, щоб з'ясувати, чому він пропав і чому йому не можна спілкуватися зі своїми новими друзями. Гум-Гам пояснив, що Автук заборонив їм залишати планету. Коли Максим і жителі планети зажадали від Автука пояснень, робот перегрівся і зламався. У фінальних кадрах інопланетяни навчаються в школі разом з Максимом і його друзями.

## У ролях
- Володимир Мітрофанов —  Гум-Гам
- Денис Зайцев —  Максим
- Іларіон Найденко —  Ларик
- Вікторія Бочарова —  Віка
- Іван Доррер —  Ваня
- Микита Єришев —  Петя Зайчиков
- Ксенія Баландіна —  Ксюша
- Михайло Боярський —  тато Максима
- Микола Іванов —  старий Мітін
- Віра Титова —  бабуся Петі Зайчикова
- Ера Зіганшина —  викладач музики
- Микола Крюков —  академік

## Знімальна група
- Автор сценарію: Леонід Палей
- Режисер-постановник:  Олег Єришев
- Оператор-постановник: Валерій Селюков
- Художник-постановник:  Борис Петрушанський
- Композитор:  Геннадій Гладков